# Phytosciara pectinifera
Phytosciara pectinifera är en tvåvingeart som först beskrevs av Heikki Hippa 1991.  Phytosciara pectinifera ingår i släktet Phytosciara och familjen sorgmyggor. Inga underarter finns listade i Catalogue of Life.